# RX J0822-4300
RX J0822-4300 – gwiazda neutronowa znajdująca się w gwiazdozbiorze Rufy, jedna z najszybszych znanych gwiazd hiperprędkościowych.
Powstała w wyniku eksplozji supernowej Puppis A, od której teraz oddala się z prędkością około 5 milionów km/h (1390 km/s ~ 0,5% prędkości światła w próżni).
Uważa się, że gwiazdy hiperprędkościowe powstają zazwyczaj dzięki tzw. asyście grawitacyjnej czarnych dziur. RX J0822-4300 powstała prawie na pewno przy wybuchu supernowej, który musiał być niezwykle gwałtowny. Niemniej żadna ze znanych teorii nie potrafi wyjaśnić niezwykłej prędkości, z jaką porusza się ta gwiazda.